# Перрі (Іллінойс)
Перрі (англ. Perry) — селище (англ. village) в США, в окрузі Пайк штату Іллінойс. Населення — 314 особи (2020).

## Географія
Перрі розташоване за координатами 39°46′56″ пн. ш. 90°44′49″ зх. д. / 39.78222° пн. ш. 90.74694° зх. д. (39.782276, -90.747028).  За даними Бюро перепису населення США в 2010 році селище мало площу 0,99 км², уся площа — суходіл.

## Демографія
Згідно з переписом 2010 року, у селищі мешкало 397 осіб у 181 домогосподарстві у складі 115 родин. Густота населення становила 401 особа/км².  Було 210 помешкань (212/км²).
Расовий склад населення:
| - 99,5 % — білих - 0,3 % — чорних або афроамериканців |

До двох чи більше рас належало 0,3 %. Частка іспаномовних становила 0,3 % від усіх жителів.
За віковим діапазоном населення розподілялося таким чином: 22,7 % — особи молодші 18 років, 52,6 % — особи у віці 18—64 років, 24,7 % — особи у віці 65 років та старші. Медіана віку мешканця становила 43,6 року. На 100 осіб жіночої статі у селищі припадало 78,8 чоловіків;  на 100 жінок у віці від 18 років та старших — 74,4 чоловіків також старших 18 років.
Середній дохід на одне домашнє господарство  становив 40 020 доларів США (медіана — 28 542), а середній дохід на одну сім'ю — 52 935 доларів (медіана — 44 583). Медіана доходів становила 41 875 доларів для чоловіків та 26 250 доларів для жінок. За межею бідності перебувало 24,0 % осіб, у тому числі 36,1 % дітей у віці до 18 років та 12,2 % осіб у віці 65 років та старших.
Цивільне працевлаштоване населення становило 150 осіб. Основні галузі зайнятості: освіта, охорона здоров'я та соціальна допомога — 26,0 %, мистецтво, розваги та відпочинок — 11,3 %, транспорт — 10,7 %.